# Destiny's Child
Destiny's Child — американський жіночий феміністський R&B і поп-гурт. З'явившись як квартет, він зрештою став тріо у складі Бейонсе Ноулз, Келлі Роуленд і Мішель Вільямс. Гурт випустив чотири студійні альбоми і чотири найкращі сингли США.
За даними Американської асоціації компаній звукозапису, в США було продано понад 100 млн записів Destiny's Child, а згідно з World Music Awards, вони стали найпопулярнішим жіночим гуртом усіх часів. Об'єднавшись в 1990 році в Г'юстоні, штат Техас, учасниці Destiny's Child почали свою музичну діяльність ще підлітками. Після багатьох років наполегливої роботи вони підписали угоду з Columbia Records. Їхній перший виданий альбом «The Writing's On The Wall» став сенсацією і приніс їм славу. Не дивлячись на критичний та комерційний успіх, група була уражена внутрішніми конфліктами і судовими негараздами.
У 2002 році Destiny's Child оголосили про паузу для розвитку своїх сольних проєктів; ця перерва дозволила учасницям досягти індивідуального успіху. Вони знов об'єдналися для запису останнього альбому Destiny Fulfilled і розійшлися у 2005 році, почавши індивідуальні кар'єри в області музики, театру, телебачення і кіно.

## Історія

### 1990—1997: початок
У 1990 Бейонсе Ноулз зустрілася з ЛаТавією Робертсон на прослуховуванні до музичного гурту. У Г'юстоні, штат Техас, вони об'єдналися в гурт з реп- і танцювальним ухилом; Келлі Роуленд, яка переїхала в будинок Бейонсе «за родинними обставинами», пізніше приєдналася до них. Першою назвою стала Girl's Tyme, а число учасниць зрештою скоротилося до шести. З Ноулз і Роуланд Girl's Tyme привернули увагу всієї країни.
R&B-продюсер із західного узбережжя Арне Фрагер прилетів до Г'юстона, щоб побачити їх. Він привів їх у свою студію The Plant Recording Studios у Північній Каліфорнії, роблячи акцент на вокал Бейонсе, завваживши її талант. Фрагер докладав всіх зусиль, щоб Girl's Tyme виступили на популярному телешоу того часу star Search. Врешті вони виступили, але успіху не мали. За словами Ноулз, вони невірно вибрали пісню і фактично читали реп замість співу.
Після цього батько Бейонсе Метью Ноулз добровільно присвятив увесь свій час їхньому менеджменту, а у 1995 році подав у відставку з посади продавця медичного обладнання. Це скоротило дохід родини удвічі, і батьки розлучилися під цим натиском. Батько Бейонсе скоротив гурт до чотирьох виконавиць, включивши Летої Лакет у 1993, і створив «табір» для їхнього навчання. Тіна Ноулз працювала над дизайном виступів. Підписано договір з Elektra Records у тому ж році, але його розірвали, не випустивши альбому. 1997 року батько Бейонсе вступив у переговори з Columbia Records і підписав договір.

### 1997—1999: прорив
Узявши назву з Книги пророка Ісаї, 1997-го Girl's Tyme перейменувалися в Destiny's Child. У цьому ж році вони підписали угоду з Columbia і записали свою першу пісню «Killing Time», яка стала саундтреком до фільму «Люди в чорному» 1997 року.
17 лютого 1998 року Destiny's Child випустили альбом Destiny's Child, працювати над яким допомагали Роб Фьюсарі, Жермен Дюпрі, Вайклеф Джин і Корі Руні. Альбом був проданий накладом в три мільйони екземплярів в усьому світі і став платиновим. Сингл «No, No, No» з цього альбому і його ремікс з Вайклефом Джином очолив чарт Hot R&b/hip-hop Singles & Tracks журналу Billboard та посів третє місце у Billboard Hot 100. Подальші сингли «with Me Part 1» і «Get on the Bus» не повторили успіх «No, No, No». 1998 року Destiny's Child отримали три премії Soul Train Lady of Soul: Найкращий R&b/soul сингл гурту, Найкращий Дебют за «No, No, No», і Найкращий R&b/soul Альбом Року гурту.
Після успіху дебютного альбому Destiny's Child залучили нових продюсерів, у тому числі Кевіна «Шекспіра» Брігса і Родні Джеркинса. Альбом «The Writing's on the Wall», що вийшов 27 липня 1999 року, став справжнім проривом. Цей альбом дебютував у Billboard 200 на шостій позиції і очолив R&b і поп-чарти США на початку 2000 року, перетворюючи гурт на зірок поп-індустрії. Сингл «Bills, Bills, Bills» з цього альбому вийшов влітку 1999 років і очолив Billboard Hot100, ставши найпопулярнішим синглом США. Другий сингл «Bug A Boo» увійшов до сорока найкращих.

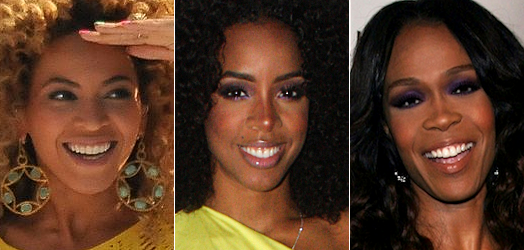
Учасниці гурту: Бейонсе, Келлі Роуленд та Мішель Вільямс

### 1999—2002
Гурт записує тему для фільму «Charlie's Angels». Вийшовши в жовтні 2000 року сингл «Independent Women Part I» протягом 11 тижнів тримався в Billboard Hot100 на першому рядку і став найтривалішим лідером чартів у кар'єрі Destiny's Child.
У 2000 році до гурту долучається Мішель Вільямс.
З кінця 2000 до початку 2001 року Destiny's Child записували третій альбом «Survivor». Змінилася структура процесу запису: Бейонсе отримала більший контроль над виробництвом і записом альбому. Survivor з'явився в магазинах весною 2001 року і відразу вийшов на перший рядок Billboard 200; у перший тиждень було продано понад 663000 копій альбому. Три сингли — «Independent Women Part I», «Survivor» і «Bootylicious» — стали хітами.
У лютому 2001 року Destiny's Child отримали дві нагороди Греммі за «Say My Name»: Найкращого вокального виконання R&B-гурту і Найкраща R&b пісня. Крім того, вони отримали Американську музичну винагороду Найулюбленіший R&b гурт.

### 2002—2005: останні роки
Наприкінці 2000 року Destiny's Child оголосили про початок індивідуальних проєктів, у тому числі випуск сольних альбомів. Ідея запису сольного альбому належала менеджерові. 2002 року Вільямс випустила сольний альбом «Heart to Yours», що досяг першого рядка чарту Billboard Тор Gospel. Роуленд в дуеті з Неллі записала пісню «Dilemma», яка стала хітом і принесла Роуленд Греммі. У тому ж році Бейонсе з Майком Маєрсом знялася в касовому фільмі «Остін Пауерс: Голдмембер». Для саундтрека був записаний і її перший сольний сингл «Work It Out».
Через успіх «Дилеми» випуск дебютного альбому Бейонсе «Dangerously in Love» багато раз відкладався, аж до червня 2003 року. Dangerously in Love дебютував в чартах під номером 1, проданий в кількості 317000 копій, згідно з Nielsen Soundscan. До альбому увійшли найкращі сингли «Crazy in Love» і «Baby Boy» і сингли «Me, Myself and I» і «Naughty Girl», що входять в п'ятірку найкращих. Дебют Бейонсе добре зустріла критика, і за одну ніч вона отримала 5 премій Греммі за «Dangerously in Love», порівнявшись з Норою Джонс та Лорін Гілл за кількістю Греммі, отриманих жінкою за один раз.

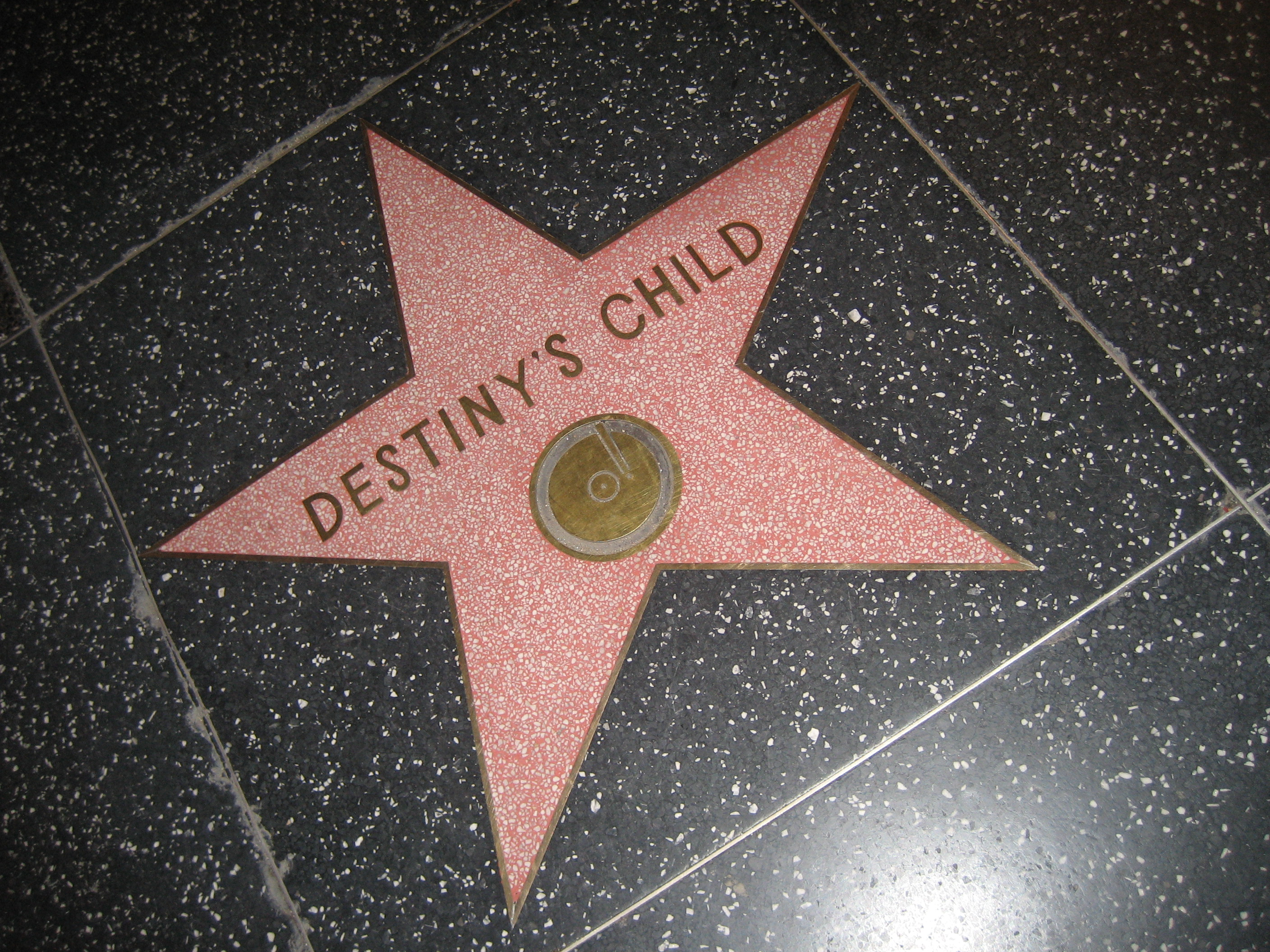
Зірка гурту на Голлівудській алеї слави

На хвилі успіхів сольних проєктів учасниць Destiny's Child почали ширитися чутки про можливість розпаду гурту. Через 3 роки учасниці Destiny's Child возз'єдналися для запису п'ятого альбому «Destiny Fulfilled», що став їхнім останнім спільним записом. «Destiny Fulfilled» показав рівність у тріо, вклад кожної учасниці в створення альбому, а також їхню роботу як керівниць, попри продюсерів і менеджерів. З альбому вийшло чотири сингли: «Lose My Breath», «Soldier», «Cater 2 U» і «Girl»; перші два досягли третьої позиції в США.
Просуваючи альбом, Destiny's Child почали всесвітній концертний тур «Destiny Fulfilled … And Lovin It». 11 червня 2005 року в Барселоні, Іспанія, перед 16000 фанами гурт оголосив про свій офіційний розпад.

Ми працюємо разом як Destiny's Child з 9 років і їздили турами з 14. Після багатьох обговорень і глибокого душевного пошуку ми зрозуміли, що наш поточний тур дає можливість піти з Destiny's Child, будучи на піку, об'єднаними дружбою і повними хороших почуттів від нашої музики, наших фанатів і всього. Після всіх цих років чудової совісної роботи ми зрозуміли, що настав час серйозно зайнятися нашими особистими цілями і сольними проєктами… Незалежно від того, що станеться, ми завжди любитимемо одна одну як подруги і сестри і завжди підтримуватимемо одна одну як артистки. Ми хочемо подякувати всім нашим шанувальникам за їхню неймовірну любов і підтримку й сподіваємося побачити всіх вас знову, коли ми продовжимо творити наші долі.
 
    - Destiny's Child, MTV News

### 2005—2006: фінальні релізи
25 жовтня 2005 року гурт випустив альбом «Number 1''s» з підбіркою своїх найбільших хітів, таких як «Independent Woman Part 1», «Say My Name» і «Bootylicious». У альбом увійшли і три нові пісні, у тому числі «Stand Up for Love», присвячена Всесвітньому дню дітей, і пісня Бейонсе «Check on It», що стала саундтреком до фільму «Рожева пантера».
Останнім телевиступом Destiny's Child став вихід на Грі Всіх Зірок NBA 2006 19 лютого в Г'юстоні, штат Техас, хоча Бейонсе заявила, що це «останній альбом, але не останнє шоу». 28 березня 2006 року Destiny's Child увічнені на Голлівудській алеї слави.

## Дискографія
| Альбоми - 1998 року — Destiny's Child - 1999 року — The Writing's On The Wall - 2001 року — Survivor - 2001 року — 8 Days of Christmas - 2004 року — Destiny Fulfilled - 2005 року — Number 1's | DVD - 2001 року — The Platinum's on the Wall - 2003 року — Destiny's Child World Tour - 2005 року — Destiny Fulfilled 2005 Tour Edition - 2006 року — Live in Atlanta | Гастрольні тури - 1998 року — Boyz 2 Men Tour - 1999 року — TLC: FanMail Tour - 2000 року — Britney Spears' Hawaii concert - 2000 року — Sears & Levis US Tour - 2000 року — European Tour - 2002 року — MTV's TRL Tour - 2002 року — World Tour - 2005 року — Destiny Fulfilled … And Lovin' It |